# Carl Goesch
Carl Goesch (* 13. August 1853 in Doberan, Mecklenburg-Schwerin; † 30. Januar 1943 in Berlin) war ein deutscher Rechtswissenschaftler.

## Leben
Carl Goesch war Landgerichtsrat in Schwerin. Um 1887 wurde er Lehrbeauftragter an der Friedrich-Wilhelms-Universität in Berlin.
Carl Goetsch war seit 1878 verheiratet mit Dorothee Thierfelder (1860–1912), einer Tochter des Rostocker Mediziners Theodor Thierfelder. Kinder waren
- Heinrich Goesch (1880–1930), Jurist und Professor an der Kunstgewerbeschule in Dresden
- Paul Goesch (1885–1940), Architekt und Maler
- Lili Goesch (1887–1964), verheiratete Redepenning

## Publikationen (Auswahl)
Carl Goesch verfasste Überblickswerke zu juristischen Themen und weitere Schriften.
- mit Alexander von Düring: Mecklenburg-Schwerinsches Landesstrafrecht : die in dem Großherzogthum Mecklenburg-Schwerin in Geltung befindlichen landesrechtlichen Verordnungen strafrechtlichen Inhalts. Bärensprung, Schwerin 1887.
- Die Gesetzgebung betreffend das Gesundheitswesen im Deutschen Reich: für Behörden, Aerzte, Apotheker und Gewerbetreibende. Guttentag, Berlin 1888.
- mit August Quaritsch: Kompendium der Nationalökonomie. Weber, Berlin 1901.
- mit August Quaritsch: Kompendium des europäischen Völkerrechts. Weber, Berlin 1901.
- mit August Quaritsch: Compendium des deutschen Strafrechts, Weber, Berlin 1902.
- mit August Quaritsch, Hans Wangenmann: Kompendium des deutschen Strafprozesses, Weber, Berlin 1907
- mit August Quaritsch: Kompendium der Nationalökonomie, Berlin: Weber, 1912.
- mit August Quaritsch: Institutionen und Rechtsgeschichte. Kompendium des römischen Privatrechts und Zivilprozesses. Weber, Berlin 1912